# Castillo de Píñar
El castillo de Píñar es un amplio recinto fortificado situado en un cerro de 932 m, estribación de la sierra de Harana, sobre el núcleo urbano de Píñar, en la provincia de Granada, comunidad autónoma de Andalucía, España. Se atribuye usualmente a época nazarí.

## Historia
Por la factura constructiva, típica de las construcciones militares nazaríes y la abundante cerámica encontrada en las excavaciones, se atribuye su construcción a esta época, posiblemente a mediados del siglo XIV, en el periodo de fortificación de la frontera con Castilla. Sin embargo, algunos autores creen que hubo una fortificación anterior a la época nazarí. Su último alcalde fue el musulmán Sidi Mandri, perteneciente al bando del emir Boabdil, quién abandonó la fortaleza en 1484 y se dirigió al Reino de Fez para fundar la ciudad de Tetuán, razón por la cual las dos poblaciones están hermanadas actualmente.
En los años 1990 pasó a ser propiedad de la asociación Nueva Acrópolis, realizándose una excavación arqueológica en el recinto en 1994, que puso al descubierto restos de viviendas y una calle. A principios del siglo XXI pasó a titularidad municipal y se realizaron una serie de reformas en 2006 para consolidar y reintegrar las zonas más degradadas del castillo y evitar su derrumbe.

## Descripción
Se trata de un recinto amplio (unos 3.000 m²) de forma ovalada, al que se accede desde el pueblo mediante una pista practicable para vehículos. Al menos hasta 1956, existió una barbacana en casi todo su contorno. Las murallas que cierran el recinto son básicamente de mampostería, de diferentes facturas, aunque muestran restos de una obra anterior, en tapial. Algunos paños del muro se encuentran derruidos, oscilando su altura entre el nivel del suelo y los 9,70 m en su parte mejor conservada. En total, existen once torres, nueve de ellas con planta cuadrangular, y las dos restantes semicirculares. Tres de las torres integran el conjunto defensivo de la puerta de acceso, en el lado norte del recinto.
Se han identificado dos aljibes, uno de pequeño tamaño (4,15 x 2,05 m) adosado a la muralla, cerca de la puerta de acceso, con obra de hormigón y enlucido con mortero blanco. El segundo, mucho más grande, está formado por dos naves, una de 7,77 x 1,93 m, y la otra de 7,70 x 1,96, separadas entre sí por tres arcos de distinta luz. Está también construido en hormigón, y enlucido con mortero de cal, presentando además restos de almagra. Están cubiertas ambas naves con bóvedas de cañón.